# 아소시아상 나발 1º 드 마이우
아소시아상 나발 프리메이루 드 마이우(Associação Naval 1º de Maio) 또는 나발 프리메이루 드 마이우(Naval 1º de Maio)는 포르투갈 피게이라 다 포스의 축구 클럽으로, 현재 캄페오나투 나시오날 드 세니오르스 소속으로 활동하고 있다.

## 역대 감독
| 감독              | 임기        |
| ----------------- | ----------- |
| 알바루 마갈랑이스 | 2002 ~ 2003 |
| 알바루 마갈랑이스 | 2005 ~ 2006 |
| 카를루스 모제르   | 2011        |
| 알바루 마갈랑이스 | 2012 ~ 2013 |